# Vespa simillima
Vespa simillima, japanisch Kiiro-suzumebachi, ist eine Hornissenart mit Verbreitung in Japan, Korea und dem angrenzenden Ostasien. Sie gehört in Japan zu den häufigsten Hornissenarten. Die Art wurde vereinzelt in Nordamerika und auf die Insel Taiwan eingeschleppt, ist dort aber nicht heimisch geworden.

## Beschreibung

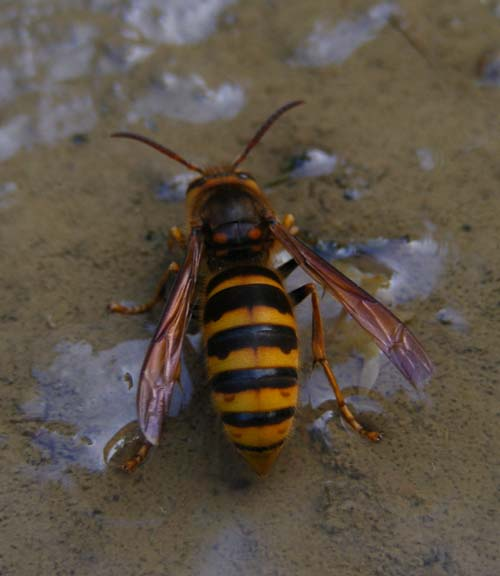
Vespa simillima, dunkle Farbmorphe (subsp. simillima)

Vespa simillima ist in der Grundfärbung mehr oder weniger dunkelbraun mit einer gelben bis orangegelben Zeichnung unterschiedlicher Ausdehnung. Am Kopf ist die Umgebung der Ocelli und der Antennenbasen immer dunkel, der Scheitel (Vertex) hinten immer mit einem gelben bis orangegelben Band, sonst meist ausgedehnt gelb, der Clypeus immer rein gelb ohne dunkle Zeichnung. Am Rumpfabschnitt ist das Pronotum und Mesonotum entweder ganz dunkel oder ausgedehnt gelb gezeichnet, zwei gelbe Flecken auf dem Propodeum können ebenfalls vorhanden sein. Charakteristisch sind je ein orangegelber Flecken jeweils auf dem Mesepisternum, unterhalb der Flügelbasis. Die Schienen und Fußglieder der Beine und die Vorderhälfte der Schenkel der Vorderbeine sind gelb. Am freien Hinterleib (Gaster) sind ein apikales Band auf den Tergiten eins bis fünf immer gelb, auf dem ersten nur schmal, auf dem zweiten immer mehr oder weniger breit, gelbe Bänder ebenso apikal auf dem zweiten bis fünften Sterniten. Das sechste Segment ist ganz gelb gefärbt. Bei sehr hell gefärbten Tieren können die Tergite, bis hin zum ganzen Gaster, insgesamt fast vollständig gelb gefärbt sein.
Dunkle und hell gefärbte Populationen der Art werden oft als zwei nur durch die Färbung unterschiedene Unterarten, eine dunkle Form Vespa simillima subsp. simillima und eine helle Form Vespa simillima subsp. xanthoptera, aufgefasst. Dabei sind die dunkler gefärbten Tiere mehr im Norden des Verbreitungsgebiets, in Japan auf nur Hokkaidō, die heller gefärbten im Süden des Verbreitungsgebiets verbreitet. In Korea kommen beide Formen vor. Vermutlich handelt es sich dabei nur um Farbmorphen ohne taxonomischen Wert. In Übergangszonen, so im Norden von Honshū, kommen auch Übergangsformen zwischen beiden Farbmorphen vor.
Zur genauen Bestimmung und Unterscheidung von ähnlichen Arten sind weitere Merkmale heranzuziehen. Wichtig ist etwa die Gestalt des Kopfschilds (Clypeus). Dessen Vorderrand besitzt keinen Mittelzahn, seine Punktierung ist relativ groß, so dass der Abstand der Punkte in der Mitte etwa gleich zum Punktdurchmesser ist, die Punktierung ist gleichmäßig ohne spärlicher punktierte Bereiche.

## Verbreitung
Die Art ist verbreiten in fast ganz Japan, von Hokkaidō im Norden südlich bis Yakushima, in Korea und der Region Primorje, der Insel Sachalin und den südlichen Kurilen im Russischen Fernen Osten. Sie gehört, gemeinsam mit der Europäischen Hornisse Vespa crabro zu den am weitesten nördlich verbreiteten Arten der Gattung. Vorkommen auch in China sind früher bestritten worden, inzwischen wird sie für Liaoning im Nordosten des Landes angegeben.
In Japan ist die Art möglicherweise durch die hier neu eingeschleppte und inzwischen weiter verbreitete Asiatische Hornisse (Vespa velutina) im Bestand bedroht. Es kommt hier häufig zu Fehlpaarungen, immer zwischen Männchen von Vespa velutina und Weibchen von Vespa simillima, wodurch die Fortpflanzungsrate der heimischen Art möglicherweise stark zurückgeht.
In einer Insektensammlung aus British Columbia, Kanada, fand sich eine Hornissenkönigin, die nach Nachbestimmung dieser Art zugeordnet wurde. Sie wurde also offensichtlich nach Nordamerika eingeschleppt. Hinweise auf eine Fortpflanzung, oder gar dauerhafte Etablierung, gibt es aber keine.

## Phylogenie und Taxonomie
Die Art wurde 1868 von dem britischen Entomologen Frederick Smith nach einem Einzeltier (einer Arbeiterin) aus Hakodate (Hokkaidō, Japan) erstbeschrieben. Smith vermutete irrtümlich, es könnte sich um die Arbeiterin der von ihm beschriebenen Vespa japonica (heute ein Synonym von Vespa analis) handeln. Zu den Synonymen gehört Vespa mongolica André, 1884 (beschrieben aus Russland) und Vespa micado Cameron, 1903 (beschrieben aus Japan). Vespa xanthoptera Cameron, 1903 wird heute meist ebenfalls nur noch als Synonym angesehen, wenn keine Unterarten mehr anerkannt werden. Typuslokalität für diese ist vermutlich Tōkamachi, Präfektur Niigata, Honshū, Japan.
Vespa simillima gehört nach einer Untersuchung von Michael Archer, bestätigt in einem 2013 von Perrard et al. auf der Basis morphologischer und DNA-Sequenz-Untersuchungen vorgeschlagenen Kladogramm zur Artengruppe von Vespa bicolor. Diese wurde in genetischen Analysen (anhand des Vergleichs der DNA-Sequenz homologer Gene) als monophyletisch bestätigt.

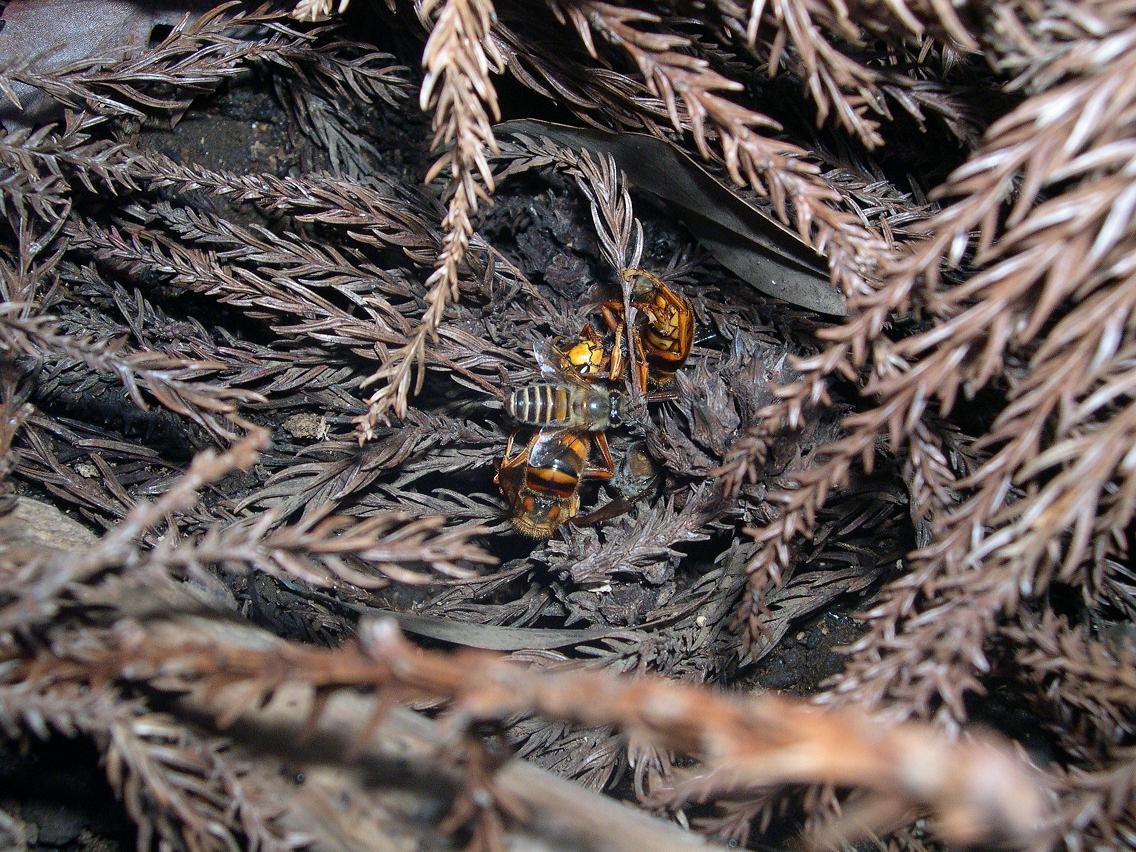
Zwei von Bienen durch eine Hitzekugel getötete Hornissen der Unterart Vespa simillima xanthoptera

## Lebensweise
In Hokkaidō erscheinen die überwinterten Jungköniginnen der Art Anfang bis Mitte Mai aus ihrem Winterquartier, weiter südlich auch schon Mitte bis Ende April. Ende Mai bis Anfang Juni (im Norden) beginnen sie, zunächst allein, mit dem Bau eines Nests, das zunächst nur aus einem kleinen Stiel, zwei oder drei Brutzellen mit je einem gelegten Ei von künftigen Arbeiterinnen und dem Ansatz einer Nesthülle besteht. Das von ihr allein betreute Nest besteht später zunächst aus etwas mehr als 30 Zellen in einem Wabenteller mit einer vollständigen Hülle, es hat dann etwa 7 Zentimeter Durchmesser. Die Königin bebrütet die Zellen quasi, indem sie auf deren Oberseite, um den Stiel gekrümmt, ruht und dadurch die Temperatur erhöht. Nicht selten kommt es zu Übernahmeversuchen anderer Jungköniginnen dieser Art an fremden Nestern, die die Erbauerin tötet oder verdrängt und das Nest für sich selbst übernimmt. Eine seltene Hornissenart, Vespa dybowskii, ist spezialisierter Brutparasit von Vespa simillima (und auch der Europäischen Hornisse Vespa crabro in deren ostasiatischen Teilareal). Vespa dybowskii-Königinnen legen keine Eier für Arbeiterinnen mehr, sondern nutzen immer die fremde Art, deren geschlüpfte Arbeiterinnen dann ihre Brut aufziehen. Ist das Nest erfolgreich, schlüpfen die ersten Arbeiterinnen etwa Ende Juni. Gelegentlich kommt es in dieser Phase, wie auch bei anderen Hornissenarten, zu einer Verlagerung des gesamten Nests an einen neuen Standort (Filialbildung), wenn sich der ursprüngliche Platz als zu klein erweist. Etwa zehn Tage nach dem Ausschlüpfen der ersten Arbeiterinnen hört die Königin auf, selbst auszufliegen und legt nur noch Eier, das Nest wird nun von den Arbeiterinnen versorgt. Ende August ist ein Nest meist auf zwei bis acht Wabenteller mit, in untersuchten Fällen, 499 bis 2424 Brutzellen angewachsen. Nun beginnen die ersten neuen Geschlechtstiere zu schlüpfen, zuerst Männchen, wenig später Weibchen. Die alte Königin überlebt in der Regel bis gegen Mitte September. Die jungen Geschlechtstiere fliegen dann aus dem Nest aus. Unter den ostasiatischen Hornissenarten ist Vespa simillima damit, mit einer Brutperiode bis zu sieben Monaten, ein der am längsten entwickelnden Arten. Die Paarung erfolgt wohl außerhalb des Nests. Nach einer Paarung sucht das begattete Weibchen (Jungkönigin) ein Überwinterungsquartier, meist eine selbst genagte Höhlung von etwa 4 bis 6 Zentimeter Durchmesser in feuchtem, morschem Holz, seltener im Erdboden. Selten überwintern mehrere Jungköniginnen gemeinsam. Männchen und die verbleibenden Arbeiterinnen sterben bis etwa Ende Oktober vollständig ab. Die Art gehört damit in Japan zu den spät fliegenden Arten, nur Nester von Vespa mandarinia bestehen noch länger.
Die Nester der Art werden meist in Hohlräumen angelegt, seltener gibt es auch frei hängende, zwischen Zweigen von Bäumen. Ein je nach Region unterschiedlicher Anteil der Nester sind unterirdisch in Erdhöhlen. Oberirdische Hohlräume in Baumhöhlen, aber oft auch an oder in Gebäuden können in ein bis fünf Meter Höhe über dem Boden, frei hängende Nester aber bis in 10, ausnahmsweise bis in über 70 Meter Höhe liegen. Die Art ist damit in Bezug auf Nistgelegenheiten plastisch im Verhalten. Reife Nester sind kugel- bis tropfenförmig mit etwa 20 bis 40 Zentimeter Durchmesser mit einer relativ brüchigen, braungelben Hülle (wie die Waben selbst aus abgenagten Holzfasern) von etwa zwei bis drei Zentimeter Dicke, die die flaxhen Waben meist vollständig einhüllt, aber in engen Hohlräumen seltener auch teilweise fehlen kann. Die 5 bis 15 Wabenteller liegen horizontal und sind über kleine Stielchen miteinander verbunden.
Die Imagines der Art besuchen gelegentlich Blüten. Eine wichtige Quelle für Kohlenhydrate ist der Saftfluss an verletzten Bäumen, etwa durch im Holz bohrende Käfer, der aber von Vespa simillima eher weniger als von anderen Hornissenarten genutzt wird. Außerdem besuchen sie reife bis überreife Früchte. Nutzung von Honigtau spielt keine Rolle. Zur Ernährung der Larven jagen sie, wie typisch für Wespen, Insekten und andere kleine Arthropoden, die sie meist in raschem Zickzackflug, während diese am Boden oder auf Pflanzen sitzen, durch Biss mit den Mandibeln erbeuten. Bei Vespa simillima waren etwa 60 Prozent der Beute Zweiflügler (Fliegen und Mücken). Auch agile und wehrhafte Insekten wie Honigbienen gehören zum Beutespektrum, daneben Heuschrecken, Zikaden, Schmetterlinge und ihre Raupen und viele andere. Selbst wird die eher kleine Hornisse oft zur Beute der größeren und kräftigeren Vespa mandarinia.

## Beziehungen zum Menschen
Da die Art in Japan häufig in direkter Umgebung des Menschen, in Hohlräumen in Wänden oder unter Dächern, nistet, kommt es nicht selten zu Stichen beim Menschen.
Problematisch ist ihr Auftreten vor allem für Imker, weil Vespa simillima als Bienenjäger Völker stark schwächen kann. Die Östliche Honigbiene kann sich allerdings mit einer Hitzekugel gegen Angriffe verteidigen.
Die Larven und Puppen werden in Japan gegessen.